# 2,5-Dihydroxyterephthalsäure
2,5-Dihydroxyterephthalsäure ist eine organisch-chemische Verbindung und gehört zu den aromatischen Benzoldicarbonsäuren. 2,5-Dihydroxyterephthalsäure ist strukturell mit der Terephthalsäure verwandt und unterscheidet sich dadurch, dass zwei Hydroxygruppen statt zweier einander gegenüberliegender Wasserstoffatome am Benzolring gebunden sind.

## Darstellung
2,5-Dihydroxyterephthalsäure kann aus Dimethylsuccinylsuccinat durch Oxidation und anschließende Esterhydrolyse hergestellt werden.
Alternativ kann 2,5-Dihydroxyterephthalsäure in einer direkten Synthese durch Oxidation von p-Xylol mit Wasserstoffperoxid hergestellt werden, wobei der Umsatz (12 %) trotz guter Selektivität relativ gering ist.
Das Produkt ist kommerziell erhältlich.

## Verwendung

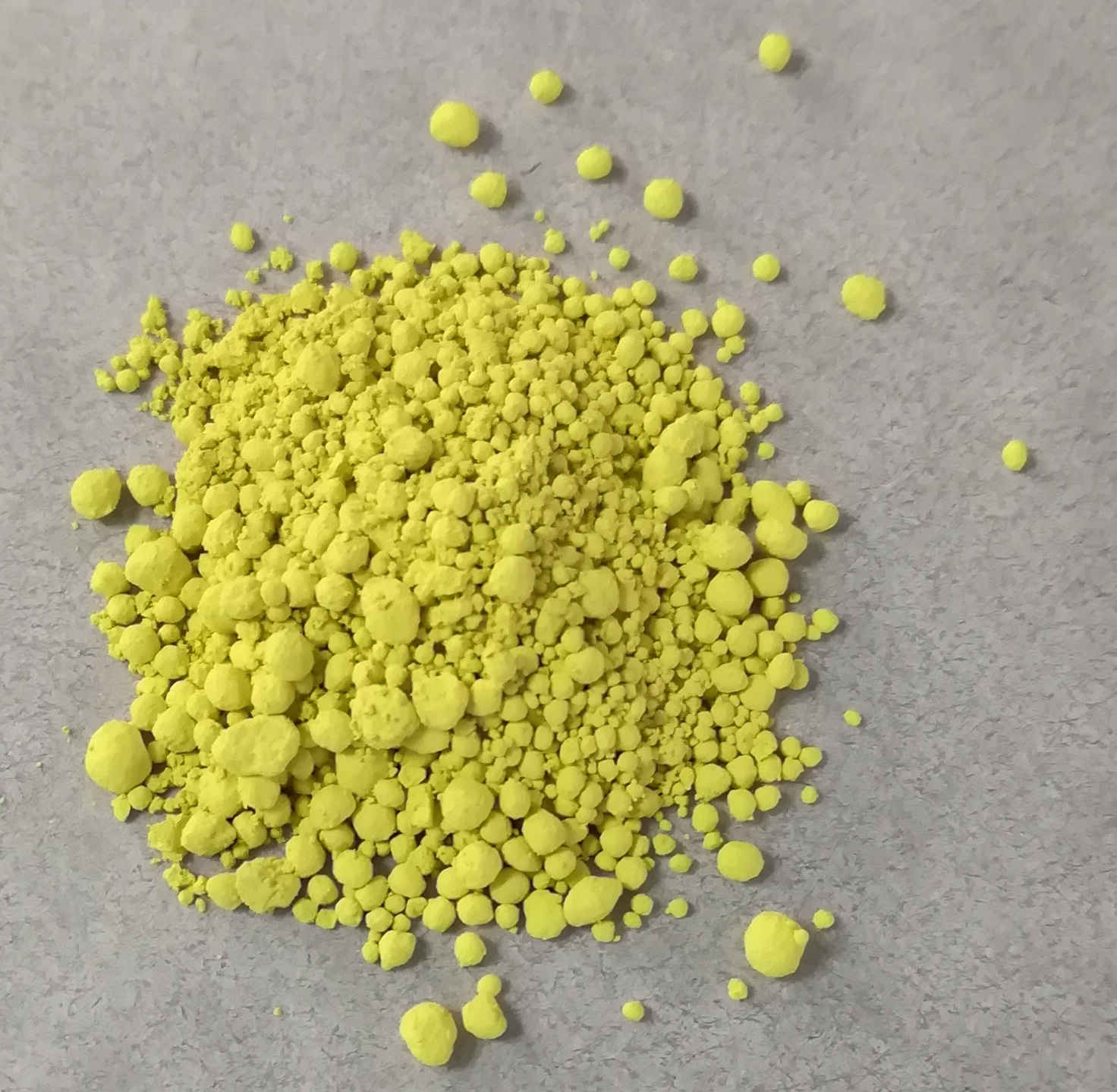
2,5-Dihydroxyterephthalsäure

2,5-Dihydroxyterephthalsäure wird als Linker für die Synthese von Metall-organischen Gerüstverbindungen eingesetzt (z. B. CPO-27 und MIL-53-(OH)2). 2,5-Dihydroxyterephthalsäure wird dabei häufig als funktioneller Linker anstatt oder zusätzlich zu Terephthalsäure eingesetzt, wodurch Hydroxygruppen in die Poren der Gerüststruktur eingebaut und somit die Materialeigenschaften bei gleichbleibender Gerüststruktur verändert werden können.